# Карл Крејг
Карл Крејг (енгл. Carl Craig; Детроит, 22. мај 1969) је детроитски продуцент техно музике. Сматра се једним од најважнијих имена друге генерације детроитских техно-продуцената и ди-џејева.
Карл Крејг је издао много успешних албума под великим бројем псеудонима, као што су BFC, Psyche, Paperclip People, 69, Designer Music и Innerzone Orchestra. Под псеудонимом Innerzone Orchestra 1992. објавио је своју можда најпознатију песму "Bug in The Bassbin", коју многи сматрају као кључну за развој drum and bass стила електронске музике.
Карл Крејг је такође отворио сопствену музичку издавачку кућу под називом "Planet E", која је поред његових, објавила и издања познатих техно и хаус уметника као што су Кевин Саундерсон (енгл. Kevin Saunderson), Алтон Милер (енгл. Alton Miller) и Мудимен (енгл. Moodymann).
Крејг је био ко-аутор и уметнички директор популараног Детроитског фестивала електронске музике у 2000. и 2001. Његово разрешење са послова везаних за фестивал, од стране организатора, изазвало је контроверзе у детроитској техно заједници, активирајући снажну кампању у његову корист. Крејг 2001. подноси тужбу против продуцента фестивала поп културе за медије Pop Culture Media због кршења уговора. Крејг ће се вратити на дужност уметничког директора фестивала 2010, који сада воде Паксахау (енгл. Paxahau).
Део онога што чини Крејгов стил, тако јединствен и дели га од стандардног детроитског техно звука, укључујући и тренутне радове, су његови ремикси worldbeat и џез песама. Ово је помогло да се изазове нови покрет у електронској музици.
Обзиром да је Крејг имао много послова у музичкој индустрији (уметник, продуцент, ДЈ, власник издавачке куће), у једном интервјуу је рекао: „Ја имам лошу навику да испрљам руке и у свакој ситној ствари, и стварно уживам у томе“.